# Paula Seguí Carles
Paula Seguí Carles (Maó, 25 d'agost de 1982) és una jugadora de bàsquet menorquina. Formada en l'equip del Segle XXI a la Residència Joaquim Blume de Barcelona, ha jugat en diferents equips i ha format part de la selecció espanyola.
Amb el seu 1'91 metres, ha jugat com a pivot al Real Club Celta Vigourban i en el F.C. Barcelona. Després de militar en el Palau de Congressos d'Eivissa la temporada 2010-2011, la temporada següent va jugar amb la Unió Navarra de Basket, UNB Obenasa Lacturale, un club de Pamplona ja desaparegut.
Durant els dotze anys en què va jugar a bàsquet, Paula Seguí va arribar a participar en més de 300 partits oficials i en 35 partits amb la selecció espanyola absoluta. Va guanyar la medalla de bronze a l'Europeu de 2003. Ha participat també en el campionat del Món de 2006 i en dues edicions dels Jocs Mediterranis.

## Palmarès amb la selecció espanyola
- Medalla de Bronze Eurobasket de Grècia 2003.